# جيمس أ. روزفلت
جيمس أ. روزفلت (بالإنجليزية: James A. Roosevelt)‏ هو شخصية أعمال أمريكي، ولد في 13 يونيو 1825 في نيويورك في الولايات المتحدة، وتوفي في 15 يوليو 1898 في هايد بارك في الولايات المتحدة.